# René Bonnard
Pour les articles homonymes, voir Bonnard.
René Bonnard, né le 3 août 1882 à Lausanne et mort dans cette même ville le 28 novembre 1949, est un architecte suisse.

## Biographie
René Bonnard étudie de 1900-1904 au Technicum de Bienne, puis de 1905-1906 à l’École des Beaux-Arts de Paris. En 1907, il ouvre un bureau d’architecture à Lausanne, d’abord associé à Jean Picot, puis seul lorsque ce dernier rentre en France au lendemain de la Première guerre mondiale. L’architecte travaille sur un large spectre. Ainsi il construit des maisons privées (villa de Muralt, villa Nubar, villa Guinand au chemin de la Vuachère), des bâtiments commerciaux (Société du trèfle à quatre), des bâtiments administratifs (Assurance mutuelle vaudoise, Société immobilière du Square de Georgette), des maisons ouvrières dans les quartiers du Pré d'Ouchy (rue Auguste Pidou) pour l’association coopérative La Maison ouvrière (1920-1921), de la Borde (1947) et Aloys-Fauquez, enfin il témoigne d’un fort intérêt pour les établissements médicaux, ce dont témoignent la nouvelle infirmerie d’Aigle ou l’hôpital de Sion.
Il construit et restaure également des églises et participe à de nombreux concours, d’abord comme concurrent, puis comme membre du jury.
Bonnard joue également un rôle politique. Il est membre du conseil communal de Lausanne de 1918-1945, et député libéral au Grand Conseil vaudois de 1921-1945, s'investissant énergiquement sur les questions d’urbanisme. Son fils, Pierre Bonnard (1916-1994) suivra avec succès la même carrière.
Avant la première guerre mondiale, le style historiciste et éclectique du bureau Bonnard et Picot s’inscrit dans la tradition de l’École des Beaux-Arts. À Lausanne, l’architecte est très impliqué dans les constructions sur la colline de Bellevue et du domaine de Béthusy. Son œuvre la plus emblématique est sans doute le bâtiment de la Mutuelle vaudoise (Place Benjamin-Constant 2), édifié en 1928. Il élabore aussi vers 1932 un monumental projet d'agrandissement de la maison Haute-Rampe, devenue Casa d'Italia (rue du Valentin 12), siège alors du Fascio lausannois. Cette architecture grandiose, dans le style de l'architecture fasciste, n'est pas réalisée.
C’est à la fin des années 1920 que courant moderniste touche la région lémanique, diffusé notamment par le premier Congrès international d'architecture moderne, et par Alberto Sartoris et Henri-Robert Von der Mühll. Au début des années 1930, ce courant transparaît dans les projets de concours de Bonnard, notamment en vue d’une infirmerie à Rolle (1930), pour l’Imprimerie centrale à la rue de Genève à Lausanne, ou pour l’aménagement d’une nouvelle plage à Bellerive, près de Lausanne. On lui doit en 1930 un bâtiment industriel pour la compagnie du Lausanne-Ouchy, à la rue de Genève 7 à Lausanne.
En 1934, Bonnard réalise pour son épouse, au chemin du Levant à Lausanne, une villa conçue selon les théories les plus moderne de l’époque : imbrication asymétrique de volumes horizontaux, baies souvent disposées en bandeaux, fenêtres d’angle, toit plat.

### Archives
- Fonds : ATS (1895-2004).  Cote : CH-000053-1 Dossier ATS BONNARD (René). Archives cantonales vaudoises.
- Archives de la construction moderne (EPFL), Fonds René Bonnard.